# Jaysh al-Muwahhideen
Jaysh al-Muwahhideen ó Jaysh Abu Ibrahim (en árabe: جيش الموحدين‎) es una organización armada drusa en Siria. Su nombre significa " Ejército de Monoteístas " o " Ejército de Unitarios ". El grupo opera principalmente en Suwayda y Deraa, Damasco y otras regiones donde se concentrar los drusos y anunció su formación a principios de 2013. Los dirigentes describen al grupo como unitarios drusos que participan en una guerra defensiva, pero también han sido descritos como partidarios de Bashar al-Assad y su gobierno. Operan principalmente en Jabal al-Druze, conocido también como Jabal al-Arab, una región montañosa de la gobernación de As-Suwayda, así como en el área del Monte Hermon en la gobernación de Damasco, áreas tradicionalmente habitadas por drusos. El grupo se creó en respuesta a los ataques contra civiles drusos. El grupo conmemora a figuras anticoloniales como el sultán al-Atrash, que fue un destacado jefe druso.